# Bourgmestre de Budapest
Le bourgmestre de Budapest (en hongrois : Budapest polgármestere) est une charge publique qui a existé entre 1873 et 1950 à Budapest. Elle désignait le premier des représentants du conseil municipal, chargé de mettre en œuvre la politique municipale à l'échelle de la capitale hongroise. Cette fonction ne doit pas être confondue avec celle de bourgmestre principal qui, nommé par le gouvernement, représentait l'État, contrôlait la légalité des actes et présidait les différentes assemblées. Le changement de régime en Hongrie en 1990 a réintroduit symboliquement la charge de bourgmestre principal, mais ses compétences réelles tendent à rappeler celles dévolues au bourgmestre. 

## Liste des bourgmestres de Budapest entre 1873 et 1950
| Bourgmestre | Bourgmestre       | Mandat | Mandat | Parti | Parti | Notes |
| Nom | Image             | Début  | Fin    | Parti | Parti | Notes |
| --- | ----------------- | ------ | ------ | ----- | ----- | --- |
| Károly Kamermayer | Károly Kamermayer | 1873   | 1896   |       |       | |
| József Márkus | József Márkus     | 1896   | 1897   |       |       | |
| János Halmos | János Halmos      | 1897   | 1906   |       |       | |
| István Bárczy | István Bárczy     | 1906   | 1918   |       |       | Entre 1913 et 1918, bourgmestre principal intérimaire |
| Tivadar Bódy |                   | 1918   | 1919   |       |       | |
| Pendant la brève République des conseils de Hongrie en 1919, mise en place d'un directoire, puis de la présidence du comité de gestion de Budapest. |                   |        |        |       |       | |
| Tivadar Bódy |                   | 1919   | 1920   |       |       | |
| Jenő Sipőcz | Jenő Sipőcz       | 1920   | 1934   |       |       | |
| Károly Szendy |                   | 1934   | 1944   |       |       | |
| Ákos Doroghi Farkas |                   | 1944   | 1945   |       | NP-HM | Bourgmestre de Budapest pendant l'invasion de Budapest par les Allemands, actif soutien des Croix fléchées, il est connu pour avoir activement œuvré à la ghettoïsation des Juifs de la capitale hongroise. |
| János Csorba |                   | 1945   | 1945   |       | FDP   | Premier bourgmestre de Budapest après l'invasion de Budapest par les Allemands |
| Zoltán Vas |                   | 1945   | 1945   |       | MKP   | |
| József Kővágó |                   | 1945   | 1947   |       | FDP   | |
| József Bognár |                   | 1947   | 1949   |       | FDP   | |
| Kálmán Pongrácz |                   | 1949   | 1950   |       | MDP   | |

L’intitulé et la charge sont supprimés en 1950. Durant la période soviétique, le chef de l’administration locale est le président du conseil de Budapest. Après 1990, le dualisme entre bourgmestre principal et bourgmestre n'est pas rétabli. Si le titre de bourgmestre principal est réintroduit, son rôle reprend de nombreuses compétences anciennement dévolues au bourgmestre.